# Maria Sibylla Merian
Maria Sibylla Merian (født 2. april 1647 i Frankfurt am Main, død 13. januar 1717 i Amsterdam) var tysk-hollandsk botaniker, entomolog og billedkunstner med speciale i afbildning af insekter og blomsterkompositioner Hun hører til den yngre frankfurter-linje af Merian-familien fra Basel og voksede op i Frankfurt am Main.
Sin kunstneriske uddannelse modtog hun fra sin stedfar, Jacob Marrel, en elev af maleren Georg Flegel. Til 1670 boede hun i Frankfurt am Main, derefter i Nürnberg, Amsterdam og det vestlige Friesland. Via guvernøren over den hollandske koloni Surinam (på hollandsk: Suriname, dengang Hollandsk Guyana), Cornelis van Sommelsdijk, blev hun inspireret til fra 1699 at foretage en toårig rejse til denne sydamerikanske kyststat. Efter at være vendt tilbage til Europa udgav Maria Sibylla Merian sit hovedværk Metamorfose insectorum Surinamensium, som gjorde kunstneren berømt.
På grund af hendes nøjagtige observationer og gengivelser af sommerfugles metamorfose betragtes hun som en vigtig pioner inden for den moderne undersøgelse af insekter (entomologi).

## Baggrundshistorie
For de lærde i middelalderen fortjente den natur, der omgav dem, knapt nok opmærksomhed. De tog i stedet udgangspunkt i, hvad der var overleveret fra Antikken, og dermed også i Aristoteles' opfattelse af insekternes forhold. Ifølge denne opstår disse "uværdige" dyr ved en slags spontan skabelse af rådnende mudder og plantedele. Opfattelsen blev først overbevisende tilbagevist i 1668 af Francesco Redi. Nogle årtier tidligere var to insektbøger fremkommet, der anses for at være de første værker inden for entomologien: De animalibus insectis libri septem af Ulisse Aldrovandi (Bologna 1602), og Insectorum sive minimorum animalium theatrum af Thomas Moffett (London, 1634), hvilket arbejde også var baseret på tidligere observationer af naturforskeren Conrad Gesner fra Zürich. Det forlag, der repræsenterede Matthæus Merian, Maria Sibyllas' far, udgav i 1653 Historiae naturalis de insectis libri III af pædagogen og polyhistoren John Johnston. Det var hovedsageligt en samling billedmateriale fra arbejder af Moffett og Aldrovandi, hvis relativt grove træsnit nu blev gengivet i detaljerede kobberstik.
Værket Grosse vollständige Universal-Lexicon Aller Wissenschafften und Künste af Johann Heinrich Zedler (1706-1751), definerer under opslagsordet Insectum: "Utøj generelt, hvorunder forstås alle af krybende og flyvende art" og henviser med henblik på bier og silkeorme til de økonomiske fordele ved entomologiske studier, men fremhæver også de åndelige fordele: "... Ja, der er ikke en orm så modbydelig og ringe i vores øjne, at den ikke, hvis vi kun ville vende den dermed forbundne opmærksomhed mod den, fuldstændig ville overbevise os om visdommen hos Himlens og Jordens skaber." Afslutningsvis formodes det, at ikke mange mennesker vil hellige sig dette nye forskningsområde: "For dertil hører en særegen flid, en dyb eftertanke og en besværlig erkendelse, som kun er de allerfærreste givet."
I den sene renæssance fremkom blomster- og stilleben-malerierne, der især dyrkedes i Holland fra begyndelsen af det 17. århundrede og som i baroktiden nåede sin højeste blomstring som selvstændig kunstform. Allerede Maria Sibyllas bedstefar, Johann Theodor de Bry, havde i 1612 offentliggjort et kobberstik med 80 blomsterfremstillinger, og hendes far, Matthäus Merian, sørgede i 1641 for en udvidet udgave af denne Florilegium novum. Maria Sibylla Merians livsværk blev således til i en tid med stigende interesse for naturen, en nøjere betragtning af den og dens subtile fremstilling i kunsten.

## Liv

### Frankfurt am Main
Maria Sibylla Merian blev født i 1647 som datter af Matthäus Merian dem Älteren og hans anden hustru Johanna Catharina Sibylla Heim. Hendes far var forlægger og kobberstikker i Frankfurt, udgiver af Theatrum Europaeum og af Topographien og velkendt på grund af sine hyppigt reproducerede bybilleder. Da hans datter blev født, var han allerede 54 år gammel og plaget af sygdom. Han døde kun tre år senere. Året efter giftede enken sig med blomstermaleren Jacob Marrel, der var elev af den flanderske malerskole. Han indrettede et atelier i Frankfurt, men fortsatte med at drive sin blomstrende kunsthandel i Utrecht og opholdt sig derfor sjældent hos sin familie.
At Maria Sibylla var kunstnerisk begavet stod tidligt klart, men det fandt ingen anerkendelse hos hendes strengt småborgerlige og umusikalske moder. Derfor sad hun sig i hemmelighed på et tagkammer og øvede sig i at kopiere de kunstblade, hun havde adgang til.
Til sidst arrangerede og støttede hendes stedfader Marrel en målrettet kunstnerisk uddannelse, som han på grund af sit hyppige fravær overdrog til en af sine elever, Abraham Mignon (1640–1679). Allerede 11 år gammel var Maria Sibylla Merian i stand til at fremstille kobberstik, og hun overgik snart sin lærer i denne teknik og udviklede en personlig malestil. Hendes blomsterbilleder udførtes efter forbillede fra malerskolen i Utrecht med tilføjelse af små sommerfugle og biller.
På dette tidspunkt begyndte hun at opdrætte larver af silkesommerfugle, men vendte snart også sin opmærksomhed mod andre larvearter. I forordet til hendes berømte senere værk om insekterne i Surinam (Metamorphosis insectorum Surinamensium) skrev hun i tilbageblik:
| Citat | Jeg har fra min ungdom beskæftiget mig med udforskning af insekterne. Først begyndte jeg med silkesommerfuglelarver i min fødeby Frankfurt am Main. Derefter fastslog jeg, at der af andre larvearter udviklede sig meget kønnere dag- og natsommerfugle end af silkeormens larve. Det foranledigede mig til at samle alle de larvearter, jeg kunne finde, for at betragte deres forvandling. Jeg unddrog mig derfor alt menneskeligt selskab og beskæftigede mig med disse undersøgelser. | Citat |
|       | |       |

Med sine specielle interesser begav den unge forsker sig ind på et usikkert område, hvilket forårsagede ængstelse og ubehag hos hendes mor. Men Maria Sibylla selv blev stadig mere engageret og fastholdt sommerfuglenes metamorfose og deres typiske omgivelser i sin skitsebog. Hun betragtede ikke kun sine insekter med et sagligt forskerblik, men også med religiøs æresfrygt, idet hun oplevede dem som et under under fra skabelsen. Disse to aspekter i sammenhæng med hendes kunstneriske intensitet kendetegner hele hendes livsværk og fremgår derfor også af de kommenterende tekster i hendes bøger.
Den 16. maj 1665 blev Maria Sibylla Merian viet til Johann Andreas Graff. Denne var ligeledes elev af hendes stedfar Marell. I tredje år af ægteskabet kom den første datter, Johanna Helena, til verden.
Af Johann Andreas Graff kendes adskillige ganske detailrige tegninger og kobberstik af kirkerum og andre bygningsværker i Nürnberg, og også et pragtbind med prospekter derfra. Nürnbergs byråd roste i en beslutning fra 1685 „hans her på stedet førte gode vandel, og hans flid i videnskaben og oplæring af ungdommen“. Åbenbart virkede han som tegnelærer – det vides, at han som den første underviste barokbygmesteren Johann Jacob Schübler i dennes barneår. Den i mange tekster om Maria Sibylla Merian hyppigt fremførte påstand om, at Graff var sin hustru underlegen, uden arbejdsmæssig succes, plaget af mindreværdsfølelser og endog drikfældig, lader sig ikke bekræfte.

### Nürnberg
1670 flyttede familien til Graffs fødeby Nürnberg. For at bidrage til deres underhold måtte Maria Sibylla påtage sig mange forskellige opgaver, men som gift kvinde i den fri rigsstad var der sat snævre grænser for hende. En "maler-ordning" fra slutningen af det 16. århundrede tillod kun mænd at male med oliefarver på lærred, hvilket sikrede dem de opgaver, som gav anseelse og gode indtægter. Kvinder måtte under alle omstændigheder kun arbejde i små formater med akvarel- og dækfarver på papir eller pergament. Familiens hovedindkomst blev efterhånden den handel med farver, fernis og malertilbehør, som Maria Sibylla Merian drev. Hun udførte ved siden af en hel del bestillingsarbejder, hvor hun for eksempel broderede flankegarder og bemalede bordduge til byens patricierhusholdninger.
Desuden oplærte hun unge kvinder i blomstermaleriets og -broderiets kunst. Blandt hendes elever var Clara Regina Imhoff (1664–1740), gennem hvem hun fik adgang til patricierfamilien Imhoffs Hesperidehave og til den senere succesfulde blomstermalerinde Magdalena Fürst (1652–1717). Som oplæg til denne undervisning udfærdigede Merian kobberstik, som blev grundlag for hendes første bogudgivelse. Denne Neue Blumenbuch var tænkt som en bog med mønstre for broderende damer. Dens første del indeholdt nogle kopier af udenlandske blomsterbilleder og udkom i 1675. Anden og tredje del, udgivet henholdsvis 1677 og 1680, indeholdt hendes egne naturstudier. Det lille oplag og værkernes karakter af brugsværker har betydet, at der i dag kun findes få eksemplarer af Maria Sibylla Merians - allerede dengang mesterlige - farvelagte værker.
Kort tid efter udkom i to dele (1679 og 1683) hendes bog om larver: Der Raupen wunderbare Verwandlung und sonderbare Blumennahrung (Larvens mirakuløse forvandling og specielle blomsterlevevis), som indeholdt resultaterne af hendes mangeårige betragtninger. Heri findes også det kompositionsprincip, som hun anvendte i sine senere arbejder: På hver planche blev insekternes udviklingsstadier vist i forbindelse med de planter, som tjente dem til næring. Da aftrykkene var i lille oktav-format og ikke på førsteklasses papir, er kun få farvelagte eksemplarer overleveret – og derfor opnåede værket ikke samme udstråling som den senere bog om insekterne i Surinam.
I lang tid blev "larvebogen" af andre kun set som et bidrag til entomologien. I virkeligheden skulle den imidlertid også tjene til andægtighed, hvilket allerede fremgår af forordet: "Jeg søger desuden heri ikke min, men alene Guds ære, for at prise Ham som skaber også af disse allermindste og ringeste ormearter." Bogen er derved i samklang med den i Nürnberg i denne tid udbredte tradition for naturfromhed og søgen efter Gud i selv de mest ubetydelige skabninger.

### Holland
I 1685 besluttede Merian efter et tyveårigt ægteskab og i en alder af 38 år at tage til slottet Walta-State ved Wieuwerd i det hollandske Friesland for ubestemt tid sammen med sin mor og de to døtre, der dengang var 17 og 7 år gamle. Hendes stedbroder Caspar havde allerede opholdt sig der fra 1677 og havde opfordret dem til det. Slottet tilhørte tre søstre til guvernøren over Surinam, Cornelis van Aerssen van Sommelsdijk, og de havde stillet det til rådighed som tilflugtssted for den urpietistiske sekt labadisterne. Koloniens omkring 350 personer følte sig forpligtet på urkristelige idealer, i modsætning til den naturfremmede ortodoksi i den almindelige kirke. Gruppen havde imidlertid under ledelse af prædikanten Yvon (1646–1707) udviklet et fællesskab med strenghed, moralsk snæversynethed og nærmest til sværmeri grænsende overdrivelser, hvilket næppe stemte overens med Merians væsen.
Hun indtog derfor også en vis særstilling i gruppen. Hun sørgede for omfattende kunstnerisk uddannelse af sine døtre, forbedrede sit eget kendskab til latin, begyndte efterhånden igen at male sommerfugle og blomster og studerede samlingen af eksotiske sommerfugle fra Surinam, der fandtes på slottet Walta-State. Efter hendes mors død - hendes stedbroder var allerede død i 1686 – forlod hun labadistgruppen og bosatte sig i 1691 med sine døtre i Amsterdam. Der fremføres overvejende det synspunkt, at hun valgte det flerårige ophold på slottet Waltha som en bevidst milepæl for at lægge afstand til anstrengelserne under årene i Nürnberg og for at opnå opløsning af sit ægteskab.
Johann Andreas Graff havde besøgt hende i 1690 og berettede i et brev til Johann Jakob Schütz, hvad han havde erfaret. Han bekymrede sig først og fremmest om sine døtres velbefindende og beklagede, at hans hustru forsømte deres kunstneriske arbejde. Ægteskabet blev opløst ved en beslutning fra Nürnbergs byråd den 12. august 1692 på begæring af Graff, der ønskede at indgå nyt ægteskab.
I Amsterdam fandt hun talrige inspirationer til sine kunstneriske forehavender. Som anerkendt naturforskerske fik hun adgang til udstillinger af naturgenstande, til vækstshuse og orangerier i rige borgeres hjem, for eksempel hos samleren af tropiske planter, Agnes Block. Et bekendtskab med Caspar Commelin, lederen af Amsterdams botaniske have, viste sig særlig værdifuldt for hendes studier. Han skrev senere de videnskabelige bemærkninger til hendes store bog om insekterne i Surinam. Hun læste intensivt alle de nyudkomne bøger fra hendes specialområde, entomologien, og sammenlignede dem med sine egne undersøgelsesresultater. Ud over dette malede hun stadig blomster- og fuglegengivelser for velhavende naturelskere og udvidede eksisterende plantebilleder med afbildninger af fluer, biller og sommerfugle, hvilket hendes døtre hjalp hende med. Kontakten til byens indflydelsesrige borgere kom hende til nytte, da hun skulle forberede sin planlagte rejse til Surinam.

### Rejsen til Surinam
I februar 1699 solgte hun en stor del af sine samlinger og billeder for at finansiere rejsen. I april deponerede hun et testamente hos en notar i Amsterdam, hvori hun indsatte sine døtre som universalarvinger. I juni 1699 gik hun sammen sin yngste datter Dorothea Maria ombord på et handelsskib, der bragte dem til Surinam. Om hendes hensigt skrev hun i forordet Metamorphosis insectorum Surinamensium:
| Citat | I Holland så jeg fuld af forundring, hvilke smukke dyr der kom fra Ost- og Vestindien. … I disse samlinger har jeg fundet disse og talrige andre insekter, men dog sådan, at der manglede oplysning om deres ophav og deres forplantning, altså hvordan de forvandlede sig fra larver over pupper og videre endnu. Alt det har animeret mig til at foretage en stor og dyr rejse og tage til Surinam (et varmt og fugtigt land …), for at fortsætte mine iagttagelser der. | Citat |
|       | |       |

 Selv om venner og bekendte på grund af det herskende ekstreme klima i landet indtrængende frarådede en rejse til Surinam, lod Maria Sibylla Merian sig ikke tale fra sine planer. Fra Amsterdam by modtog hun økonomisk støtte til sit forehavende. Med udgangspunkt først fra landets hovedstad Paramaribo og senere fra labadistbyen Providentia 65 km væk, hvor de boede i pietist-samfundet, foretog de to kvinder deres ekskursioner til de svært tilgængelige urskove. Her observerede, tegnede eller samlede de alt, hvad de kunne opdage om de tropiske insekter. Deres inddeling af sommerfuglene i dag- og natsommerfugle (som de betegnede som kapeller og ugler) er stadig gyldig i vore dage. Plantenavne overtog de fra indianernes sprogbrug. Efter et toårigt ophold kunne den nu 54-årige Merian ikke mere klare anstrengelserne og blev meget syg af malaria. Den 23. september 1701 vendte hun og hendes datter igen tilbage til Amsterdam.

### Amsterdam
Borgmesteren stillede rådhuset til rådighed for en udstilling, hvor de hjembragte eksotiske dyre- og plantepræparater kunne beskues og vakte forundring hos de mange besøgende. Hendes tegninger og samlerobjekter tjente Merian som forlæg til pergamentmalerier, efter hvilke der blev skabt 60 kobberstik til et pragtværk i storformat om Surinams flora og fauna, især de insekter, der levede der. Flere kobberstikkere arbejdede i tre år med værket. Det udkom i 1705 som Maria Sibylla Merians hovedværk i læderindbundet og bladguld-forgyldt indbinding med titlen: Metamorphosis insectorum Surinamensium. I indledningen erklærede hun:
| Citat | Ved fremstilling af disse værker har jeg ikke søgt at opnå fortjeneste, men vil stille mig tilfreds, hvis jeg får mine udgifter dækket. Jeg har ikke sparet på noget ved udførelsen af disse værker. Jeg har ladet pladerne stikke af de berømteste mestre og brugt det bedste papir til dem, for at jeg kunne berede fornøjelse og glæde for både kunstkendere og interesserede i insekterne, ligesom det også vil glæde mig, hvis jeg hører, at jeg har opnået min hensigt og samtidig har glædet nogen. | Citat |
|       | |       |

 Maria Sibylla Merian var nu anerkendt som en stor naturforsker og kunstner, men kunne ikke leve af indkomsten fra sine forholdsvis dyre bøger. Derfor gav hun maleundervisning og handlede, som hun allerede havde gjort i Nürnberg, med maletilbehør og solgte dyre- og plantepræparater fra sin samling.
To år før sin død fik hun et slagtilfælde og kunne derefter kun bevæge sig rundt i rullestol. Hun døde i 1717, 69 år gammel. I fortegnelsen over afdøde betegnedes hun som "uformuende". Man begravede hende i en fattiggrav, som i dag ikke kan stedfæstes.

## Livsværk
Maria Sibylla Merian er blandt de første forskere, der systematisk betragtede insekter og opdagede deres virkelige levevis. Hun kunne vise, at hver sommerfugleart som larve er afhængig af næringen fra få planter og kun lægger sine æg på disse planter. Frem for alt var dyrenes forvandling i det store og hele ukendt. Skønt enkelte lærde kendte til forvandling fra larver til voksne sommerfugle, kendte hverken den almindelige befolkning eller mange uddannede til forholdet. Merian bidrog afgørende til at ændre dette, ikke mindst fordi hendes bog Der Raupen wunderbare Verwandlung und sonderbare Blumennahrung (Larvens vidunderlige forvandling og særlige blomsterernæring) udkom på tysk. Af samme grund unddrog mange af datidens videnskabmænd hende deres anerkendelse, fordi de lærdes fagsprog var latin.
Usædvanligt var det også, at hun fortsatte sit arbejde i Sydamerika. Formålet med rejser til kolonierne var sædvanligvis at slå sig ned der for gennem udnyttelse af slaver om muligt hurtigt at blive rig, eller at søge efter skatte som eventyrer. At rejse med forskningsformål var praktisk talt en ukendt foreteelse. Derfor blev Maria Sibylla Merians rejseplaner stort set ikke taget alvorligt, før det lykkedes hende under forholdsvis vanskelige forhold i Surinams urskove at opdage en række hidtil ukendte dyr og planter, at studere og dokumentere deres udvikling og endelig senere at offentliggøre sine forskningsresultater i Europa.
Bortset fra de videnskabelige resultater var det først og fremmes rejsens ydre omstændigheder, der gav anledning til opsigt. At en kvinde i tiden omkring år 1700, uden mandlig beskyttelse og kun ledsaget af sin datter, tilbragte uger på et handelsskib for derefter i to lange år dag og nat i følgeskab med nogle indianere i det fugtigvarme klima i den ækvatoriale urskov at gennemføre sit videnskabelige arbejde – alene denne præstation skaffede hende berømmelse og respekt i Europa. Talrige biografier og et dusin romaner udkom om Maria Sibylla Merians liv, mens hendes videnskabelige opdagelser, skønt de på den tid var meget respekterede og er historisk betydningsfulde, snart blev overhalet af naturvidenskabernes fremskridt.
Hendes kunstneriske arbejde blev allerede anerkendt af hendes samtidige. I den tid, der efterhånden gik forsvandt de få bind af førsteudgaven hurtigt ind i universitetsbiblioteker eller købtes af enkelte lærde og samlere. Ganske vist forsøgte flere forlæggere at udnytte Maria Sibylla Merians popularitet kommercielt ved at genoptrykke Metamorphosis, men disse udgaver nåede ikke samme høje niveau som hendes egne udgivne bøger. Først i det 20. århundrede opstod der igen en udbredt interesse for hendes tegnede og kolorerede blade. I mellemtiden var det blevet muligt at genudgive førsteudgaven i stort format og i større oplag ved hjælp af højtudviklet reproduktions- og trykketeknik.
Den vigtigste del af hendes sommerfuglesamling endte efter omveje i en privat samling hos bankieren Johann Christian Gerning (1745–1802) og dennes søn Johann Isaak von Gerning (1767–1837) i Frankfurt am Main, på grundlag af hvilken samling Naturhistorische Museum Wiesbaden senere blev grundlagt. De endnu godt bevarede eksemplarer fra Merians samling tjener stadig som referencemateriale for museets videnskabsmænd.

## Påskønnelse i nyere tid

### Pengeseddel og frimærke
Mod slutningen af det 20. århundrede blev Maria Sibylla Merians arbejder atter offentligt værdsat og påskønnet. Hendes portræt var oprindelig planlagt at skulle præge den nye 100-DM-pengeseddel i 1990. Imidlertid var kun en kunstnerisk utilfredsstillende radering af Johann Rudolf Schellenberg til rådighed, fordi der fremkom tvivl om autenticiteten af det oprindelige forlæg. Bundesbank foranstaltede derfor en konkurrence om at skabe et nyt trykforlæg i høj kvalitet ud fra denne radering, som senere kunne danne grundlag for portrættet på pengesedlen. Da 100-DM-sedlen skulle udkomme som en af de første, betød disse vanskeligheder, at personerne blev ombyttet, så Merians portræt i stedet kom til at pryde 500-DM-sedlen. Sedlens bagside viste Merians afbildning af mælkebøtte med larve og imago af hede-penselspinder. Afbildningerne bibeholdtes, indtil Tyskland overgik til Euro-møntfoden.

### Navnemoder
Der er talrige skoler opkaldt efter hende, og både i Dresden og Frankfurt findes en Merianplatz efter hendes navn.
Et mellemstort forskningsskib til undersøgelser i området omkring den arktiske isrand, hjemhørende ved Leibniz-instituttet for Østersøforskning i Warnemünde, bærer siden 26. juli 2005 navnet Maria S. Merian. Skibet blev den 9. februar 2006 overgivet til instituttet ud for Warnemünde og indsat i tjeneste.
På Venus er et krater med en diameter på 22 km opkaldt efter hende.
Akademische Damenverbindung Meriana, der blev grundlagt i Frankfurt am Main i 2007, har valgt sit navn som udtryk for agtelse for hende.

### Maria Sibylla Merian-prisen
Fra 1993 udmærker det hessische ministerium for videnskab og kunst hvert år to unge kvindelige kunstnere med Maria Sibylla Merian-prisen. Formålet er at give en særlig støtte til kvindelige kunstnere, idet disse stadig har en forholdsvis ufordelagtig position. Endvidere er det fastsat, at prisen skal deles således, at halvdelen skal gives til et kvindeligt kunstnerisk talent og halvdelen til en ung naturforsker.

## Maria Sibylla Merian-selskabet
Maria Sibylla Merian-selskabet blev grundlagt i Amsterdam i maj 2014. Det er en interdisciplinær forening, der står åben for enhver, og som helliger sig videre undersøgelse af Merians liv og livsværk. I 2017 arrangerer selskabet et symposium i anledning af 300-året for hendes død. Selskabets hjemmeside indeholder blandt andet essays og videnskabelig litteratur (herunder fra de to symposier afholdt i 2014 og 2015) foruden billeder, dokumenter og breve fra M. S. Merian.

## Værker
I samlingerne på Rosenborg Slot findes en større samling af Merians blomster- og insekttegninger, som er fra før 1696 og som sandsynligvis stammer fra hendes første bog om haveblomster.

### Udgivelser
- Neues Blumenbuch. Reprint 1999, 2003 in 2 Bänden: Prestel, München, ISBN 3-7913-2060-2, ISBN 3-7913-2663-5
  - Bind 1. Nürnberg 1675.
  - Bind 2. Nürnberg 1677.
  - Bind 3. Nürnberg 1680.
- Der Raupen wunderbare Verwandlung und sonderbare Blumennahrung. 3 Bände (Microform 1991). Harenberg, Dortmund 1982 (Reprint), ISBN 3-88379-331-0
  - Bind 1: Graff, Nürnberg 1679. Digitalisering fra Universitätsbibliothek Erlangen-Nürnberg
  - Bind 2: Graff, Frankfurt 1683. Digitalisering fra Universitätsbibliothek Heidelberg
  - Bind 3: Merian, Amsterdam 1717. Google Books. Ausgabe Amsterdam 1730: De europische Insecten Digitalisering fra Uni Göttingen
- Metamorphosis insectorum Surinamensium, Amsterdam 1705. Digitalisering fra Uni Göttingen
  - Metamorphosis insectorum Surinamensium (Dissertatio de generatione et metamorphosis insectorum Surinamensium) 1719 (med tilpassede billedtavler, i alt 71 tavler)
  - Genudgivelse 1980–1982: Piron, London
  - Genudgivelse 1992: Insel, Frankfurt am Main, ISBN 3-458-16171-6

### Førsteudgaver i biblioteker (udvalg)
Sächsische Landesbibliothek i Dresden har et de seks stadig eksisterende eksemplarer af Blumenbuchs (1680).
Førsteudgaver af Metamorphosis Insectorum Surinamensium (1705) befinder sig blandt andet i følgende museer:
- Königliche Bibliothek i Den Haag
- Österreichische Nationalbibliothek i Wien
- Universitätsbibliothek i Jena
- Kupferstichkabinett i Basel
- Stadt- und Universitätsbibliothek i Frankfurt am Main
- Sächsische Landesbibliothek i Dresden
- Bibliothek des Germanischen Nationalmuseums, hvor yderligere fire af Merians billeder findes

## Galleri
- Wikimedia Commons har flere filer relateret til Maria Sibylla Merian